# 105
Évszázadok: 1. század – 2. század – 3. század
Évtizedek: 50-es évek – 60-as évek – 70-es évek – 80-as évek – 90-es évek – 100-as évek – 110-es évek – 120-as évek – 130-as évek – 140-es évek – 150-es évek
Évek: 100 – 101 – 102 – 103 –  104 – 105 – 106 – 107 – 108 – 109 – 110

## Események

### Római Birodalom
- Tiberius Julius Candidus Marius Celsust (helyettese májustól C. Julius Quadratus Bassus, szeptembertől M. Vitorius Marcellus) és Caius Antius Aulus Julius Quadratust (helyettese Cn. Afranius Dexter, Q. Caelius Honoratus és C. Caecilius Strabo) választják consulnak.
- Miután a dákok támadásokat intéznek a moesiai római coloniák ellen és foglyul ejtik a hozzájuk kinevezett legatust, Traianus újabb háborút indít ellenük. A birodalom haderejének mintegy felét, 14 légiót koncentrál a Duna mentén (köztük két általa ekkor alapított légiót, a Legio II Traiana Fortist és a Legio XXX Ulpia Victrixt) és akkorra elkészül a Dunán átívelő kőhíd is (a római építészet egyik csúcsteljesítménye, mintegy ezer éven át a leghosszabb kőhíd a világon). A hadjárat jelentősebb összecsapások nélkül zajlik, a rómaiak sorra ostromolják az erődökbe húzódott és onnan ki-kicsapó dákokat és lassan közelítenek Decebalus fővárosához.
- Decdebalus tárgyalásra hívja Traianus egyik hadvezérét, Cnaeus Pompeius Longinust, akit aztán foglyul ejt és megpróbálja kiszedni belőle a rómaiak terveit. Longinus a fogságban öngyilkos lesz.

### Pártus Birodalom
- Az idős II. Pakórosz pártus király társuralkodóul maga mellé veszi fiát, III. Vologaészészt.

### Korea
- Pekcse és Silla húsz évnyi háborúskodás után békét köt.

### Kína
- Caj Lun először készít papírt eperfakéregből, kenderből, rongyokból és régi halászhálókból.

## Születések
- Abónoteikhoszi Alekszandrosz, görög misztikus, Glükón kígyóisten kultuszának alapítója
- Han Sang-ti, kínai császár
- Marcus Sedatius Severianus, római hadvezér

## Halálozások
- Cnaeus Pompeius Longinus, római hadvezér

## Fordítás
- Ez a szócikk részben vagy egészben  az   AD 105 című angol Wikipédia-szócikk ezen változatának fordításán alapul.  Az eredeti cikk szerkesztőit annak laptörténete sorolja fel. Ez a jelzés csupán a megfogalmazás eredetét és a szerzői jogokat jelzi, nem szolgál a cikkben szereplő információk forrásmegjelöléseként.